# Operophtera hyperborea
Operophtera hyperborea là một loài bướm đêm trong họ Geometridae.